# Vincenz Sinner

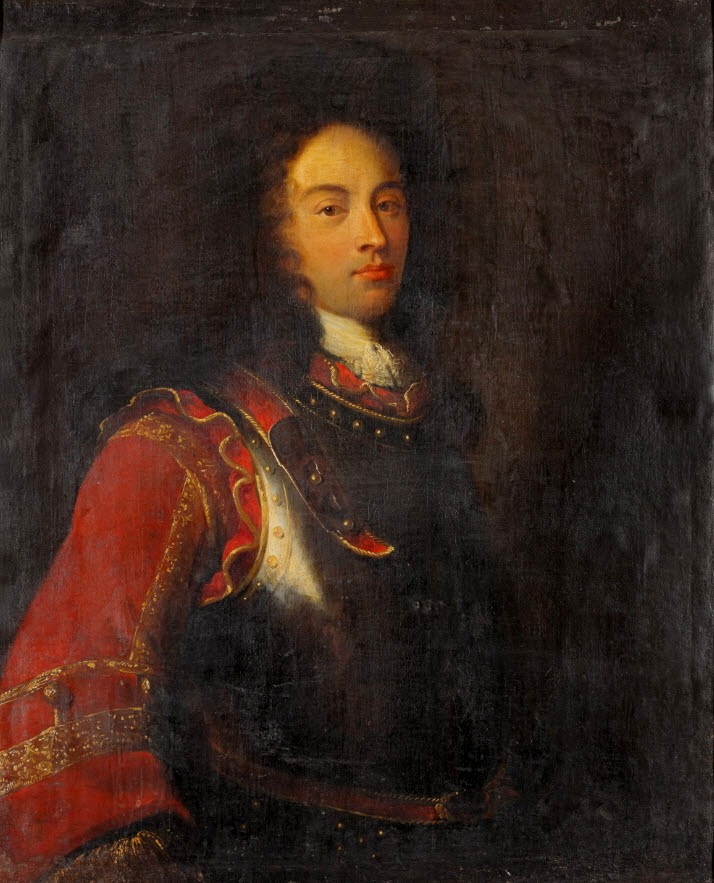
Vincenz Sinner, Porträt von Johann Rudolf Huber (zugeschrieben) (1694)

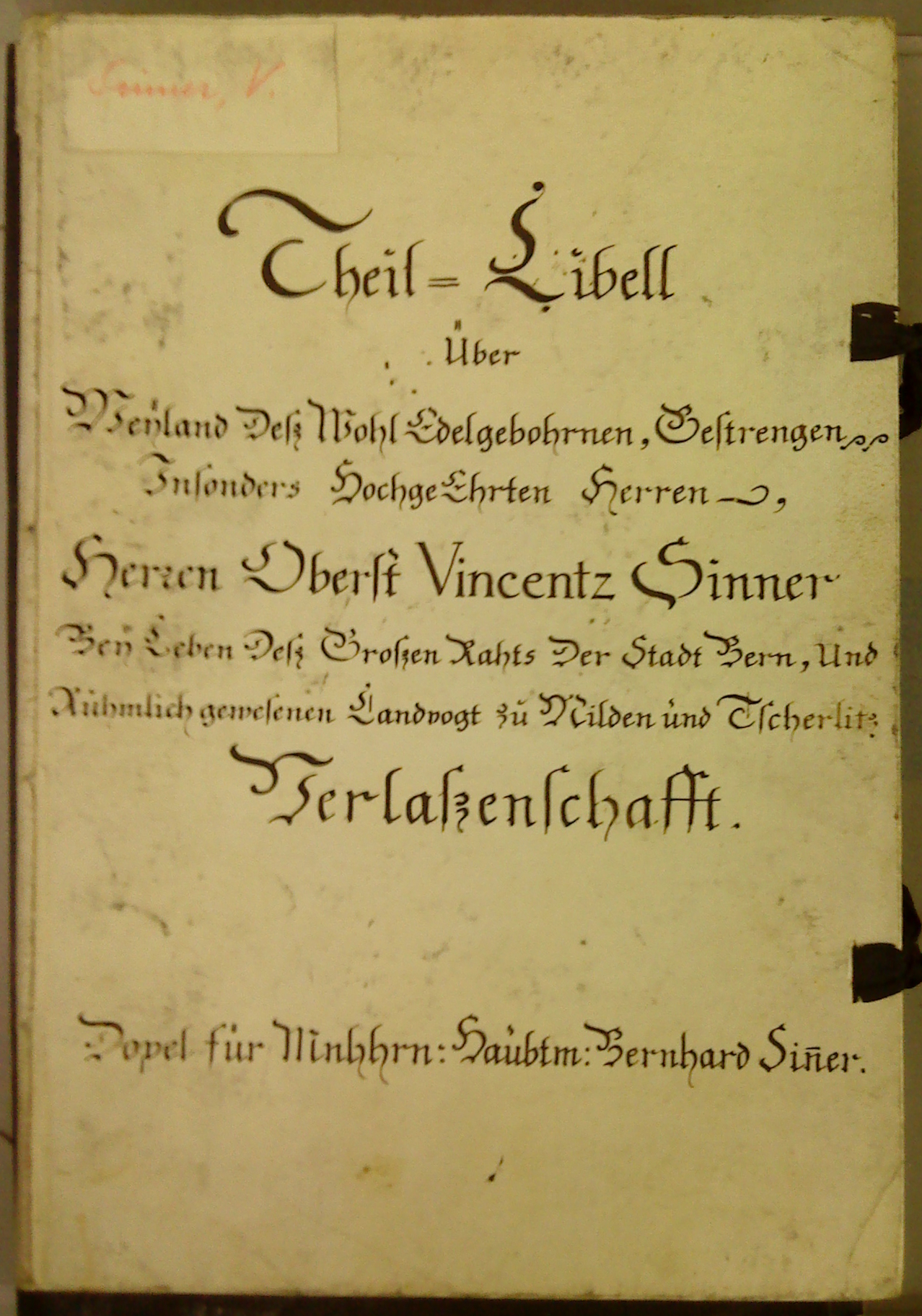
Buchdeckel des Teilungslibells für Vincenz Sinner (1749), Staatsarchiv Bern

Vincenz Sinner (getauft am 21. November 1669 in Wangen an der Aare; † 19. Oktober 1748 in Bern) war ein Offizier und Magistrat in der Alten Eidgenossenschaft.
Vincenz Sinner war der Sohn des Schultheissen Johann Rudolf Sinner und der Katharina Hackbrett. Er war Offizier in holländischen Diensten, ab 1701 Mitglied des Grossen Rats der Stadt Bern, später wurde er in kaiserlichen Diensten zum Obersten befördert. 1712 wurde er Landvogt in Moudon und 1730 in Echallens. Sinner war Angehöriger der Gesellschaft zu Mittellöwen, in den Jahren 1720 und 1721 war er der Hauptmann der bernischen Reismusketen-Schützenkompanie. Sinner war verheiratet mit Elisabeth Steiger, die beiden hatten fünf Kinder, darunter Johann Rudolf Sinner.